# NGC 6045
NGC 6045 é uma galáxia espiral barrada na direção da constelação de Hercules. O objeto foi descoberto pelo astrônomo Lewis Swift em 1886, usando um telescópio refrator com abertura de 16 polegadas. Devido a sua moderada magnitude aparente (+14,4), é visível apenas com telescópios amadores ou com equipamentos superiores. 